# Oussama Darragi
Oussama Darragi, o Darraji (Tunisi, 3 aprile 1987), è un ex calciatore tunisino, di ruolo centrocampista.

## Carriera

### Club
Darragi ha fatto il suo debutto professionale nel 2007 ed è diventato un calciatore famoso presso lo Stadio Olimpico di El Menzah. Durante la stagione 2008-2009, ha contribuito notevolmente al successo del suo club che vince il campionato per la prima volta dopo tre anni. Successivamente, divenne capitano dell'Espérance Sportive de Tunis, è stato contattato da Werder Brema, Inter e Sporting Clube de Braga che condividono il loro interesse nel giocatore. Il 12 novembre 2011, Darragi con l'Esperance Sportive de Tunis ha vinto la CAF Champions League nel 2011. Il 21 febbraio 2012, ha firmato un contratto quadriennale con il club svizzero Sion.

### Nazionale
Darragi viene chiamato dalla squadra nazionale tunisina nelle qualificazione per la FIFA World Cup 2010. Il 6 settembre 2009, in un match cruciale contro la Nigeria, nel quale segna all'89º minuto, permettendo alla sua squadra di pareggiare e di essere ad un passo dalla qualificazione. Tuttavia, perdendo il 14 novembre contro il Mozambico, la squadra non riesce a qualificarsi. Faouzi Benzarti, allenatore della Tunisia, lo chiama per la CAN 2010, ma un infortunio gli impedì di completare il torneo. Viene selezionato nuovamente per il CAN 2012.

## Palmarès

### Club

#### Competizioni nazionali
- Campionato tunisino: 3

Espérance: 2008-2009, 2009-2010, 2010-2011
- Coppa di Tunisia: 2

Espérance: 2008, 2011

#### Competizioni internazionali
- Coppa delle Coppe del Nordafrica: 1

Espérance: 2008
- Champions League araba: 1

Espérance: 2009
- CAF Champions League: 1

Espérance: 2011

### Nazionale
- Campionato delle Nazioni Africane: 1

2011